# Robert Nikolic
Robert Nikolic (* 1. August 1968 in Bonn) ist ein ehemaliger deutscher Fußballspieler. Mit 272 Spielen in der 1. und 2. Bundesliga ohne Torerfolg ist Nikolic der torungefährlichste Feldspieler in der Geschichte dieser beiden Ligen.
Die Profikarriere des Verteidigers begann 1988 bei Borussia Dortmund. Die Borussen setzten Nikolic bis 1991 51 Mal in der Bundesliga ein. 1989 gewann Nikolic mit den Dortmundern den DFB-Pokal.
In den 1990er Jahren spielte Nikolic für die Zweitligisten FC St. Pauli und KFC Uerdingen 05 sowie für den Regionalligisten Rot-Weiß Oberhausen. Für Uerdingen gelang Nikolic am 3. Dezember 1997 in der Schlussminute des Pokalspiels beim SV Meppen sein einziges Profi-Tor zum Endstand von 0:2.
1999 wechselte Nikolic zum Zweitligisten 1. FSV Mainz 05, wo er zunächst als Fehleinkauf galt, sich aber nach einer sechsmonatigen Ausleihe an den Regionalligisten SV Darmstadt 98 durchsetzte und länger als bei jedem anderen Verein blieb. Nach seiner Rückkehr aus Darmstadt im Sommer 2000 wurde Nikolic zum rechten Verteidiger umgeschult. Der schnelle und zweikampfstarke Spieler bildete mit dem technisch starken und deutlich offensiveren Manuel Friedrich ein kongeniales Duo auf der rechten Mainzer Abwehrseite. 2004 stieg Nikolic mit den Mainzern in die Bundesliga auf, so dass er 13 Jahre nach seinem letzten Erstliga-Einsatz noch weitere 15 Spiele in dieser Liga absolvieren konnte.
Im Sommer 2005 beendete Nikolic seine Karriere.